# Deutsche Rentenversicherung Bund

Logo Federalnego Niemieckiego Ubezpieczenia Rentowo-Emerytalnego

Deutsche Rentenversicherung Bund (Federalne Niemieckie Ubezpieczenie Rentowo-Emerytalne, DRV Bund) – niemiecki podmiot prawa publicznego z siedzibą w Berlinie, odpowiedzialny za ustawowe ubezpieczenie społeczne w Niemczech.
Powstał 1 października 2005. Kontynuuje tradycje Reichsversicherungsanstalt für Angestellte (1911–1945) i Bundesversicherungsanstalt für Angestellte (1953–2005).
Reforma systemu ubezpieczeń emerytalno-rentowych z 2005 wprowadziła jednolity powszechny system ubezpieczeń. Oprócz federalnego urzędu odrębność zachowało kilka korporacji zrzeszonych w Deutsche Rentenversicherung Knappschaft-Bahn-See (Niemieckie Ubezpieczenie Emerytalno-Rentowe Górnictwo-Kolej-Żegluga).